# Wolfgang Stammler (Politiker)
Wolfgang Stammler (* 2. August 1937 in Berlin; † 6. Februar 2022 in Frankfurt am Main) war ein hessischer Politiker (CDU) und Abgeordneter des Hessischen Landtags.

## Ausbildung und Beruf
Nach dem Abitur studierte Wolfgang Stammler Rechtswissenschaften an der Universität Frankfurt und schloss das Studium 1964 mit dem ersten und 1968 mit dem zweiten Staatsexamen ab. 1970 promovierte er magna cum laude zum Dr. Jur. Anschließend war er mehr als 20 Jahre lang Richter und Vorsitzender Richter am Verwaltungsgericht Frankfurt am Main. Ab 1994 war er Mitglied des Hessischen Staatsgerichtshofs.
Später war Stammler Rechtsanwalt in Frankfurt.
Wolfgang Stammler starb am 6. Februar 2022. 

## Politik
Wolfgang Stammler war Mitglied der CDU und für diese lange Zeit in der Frankfurter Kommunalpolitik aktiv.
Vom 5. April 1995 bis zum 2. November 1997 war er Mitglied des Hessischen Landtags. Er wurde im Wahlkreis Frankfurt am Main IV gewählt. Während seiner Abgeordnetenzeit arbeitete er u. a. im Ausschuss für Wirtschaft und Verkehr und im Rechtsausschuss des Landtags.